# ناحیه العقله
ناحیه العقله (به عربی: دائرة العقلة) یک ناحیه در الجزایر است که در استان تبسه واقع شده‌است.